# Bpost
Bpost (укр. Бпост) — національний оператор поштового зв'язку Бельгії зі штаб-квартирою у Брюсселі. Є компанією у формі товариства з обмеженою відповідальністю, контрольний пакет акцій якого зосереджений в  уряду Бельгії. Член Всесвітнього поштового союзу.

## Історія
У 1830 році бельгійська пошта стала урядовим відомством під назвою "Адміністрація пошти" (Administration de la Poste), яка в 19713 році була перетворена на "Поштову адміністрацію" (Régie des Postes). У 1992 році "Régie des Postes" було перейменовано на "La Poste" (нід. De Post, нім. Die Post).
21 серпня 1950 року в Сабені було відкрито вертолітний поштовий маршрут, який щодня (крім неділі) обслуговував дев'ять міст королівства, в тому числі Лібрамон у бельгійських Арденнах. Ця служба була остаточно припинена 15 вересня 1959 року.
У червні 2010 року компанія оголосила про зміну назви та логотипу у зв'язку з лібералізацією поштових послуг у січні 2011 року в Бельгії та Європейському Союзі. Відтоді бельгійська пошта стала називатися "bpost", з сучасним логотипом, який водночас вказує на місцеве бельгійське коріння компанії, з літерою "b". 
У жовтні 2017 року Bpost оголосила про придбання Radial, американської компанії, що спеціалізується на онлайн-торгівлі, яка була виділена з колишнього бізнесу eBay, за $820 млн.
У грудні 2020 року Bpost оголосив про продаж своєї 50% частки в Bpost Banque компанії BNP Paribas Fortis за суму від 100 до 120 млн євро.